# Alasani
Der Alasani (georgisch ალაზანი) ist ein Fluss im Kaukasus. Er ist einer der Hauptzuflüsse der Kura im östlichen Georgien. Er ist 351 Kilometer lang und bildet in seinem Unterlauf die Grenze zwischen Georgien und Aserbaidschan. Im Mingəçevir-Stausee mündet er in die Kura.
Der Fluss entsteht im Großen Kaukasus aus dem Zusammenfluss zweier südlich des Gebirgskamms entspringender kleiner Flüsse. Er fließt zunächst bis zur Stadt Achmeta nach Süden, dann durch das fruchtbare Alasani-Becken, einem Zentrum des georgischen Weinbaus, das jahrhundertelang ein Haupteinfallstor für persische Invasoren war, nach Südosten.
Im Winter trocknet der Alasani aus, im späten Frühling schwillt er durch die Schneeschmelze im Gebirge enorm an und verursacht regelmäßig Überschwemmungen. Er wird hauptsächlich für die Bewässerung von Anbauflächen und die Trinkwasserversorgung genutzt. Entlang des Flusslaufs errichteten chinesische Investoren in den 1990er Jahren verschiedene kleinere Wasserkraftwerke, die die starke Fließgeschwindigkeit des Alasani nutzen. Die Tourismusbranche bietet Rafting-Ausflüge auf dem Fluss an.
Eine leichte Verschmutzung des Flusses mit biologischen Substanzen rührt von unzureichend geklärtem Abwasser aus Städten und Gemeinden sowie von landwirtschaftlichen Betrieben her. In den Bezirken Qwareli und Lagodechi wurde eine schlechte Wasserqualität festgestellt.
Alasani dient auch als Name verschiedener georgischer Weine, darunter die halbtrockenen Marken Marani Alasani Valley und Old Tbilisi Alasani sowie der liebliche Binekhi Alazani Valley. Berühmt ist dieses Tal auch für den Anbau weiterer populärer Weine wie den trockenen Weißwein Zinandali.